# بیگ اسپرینگز (نبراسکا)
بیگ اسپرینگز(به انگلیسی: Big Springs) شهری در ایالت نبراسکا کشور ایالات متحده آمریکا است که جمعیت آن در سرشماری سال ۲۰۱۰ میلادی، ۴۰۰ نفر بوده‌است.